# Gratidão (São Tomé)
Gratidão é uma aldeia de São Tomé e Príncipe, localiza-se ao Norte, no distrito da Lobata, ilha de São Tomé, próxima às localidades de Mesquita, Santarém Castanhede e da localidade denominada Rio Vouga.